# System teletechniki jednokierunkowej
System teletechniki jednokierunkowej (UTJ) – system służący do bezpośredniego nadzorowania dużych stacji elektroenergetycznych sieciowych i elektrownianych. 
Nadajnik UTJ (umieszczony w kontrolowanym obiekcie) zbiera, przetwarza i przekazuje cyklicznie do zainstalowanego w punkcie dyspozytorskim lub ośrodku gromadzenia danych odbiornika informacje o chwilowych wartościach parametrów węzła (informacje analogowe), stanach topologii elementów łączeniowych (informacje dwustanowe) oraz o działaniu wybranych elementów automatyki lokalnej (alarmy, przekroczenia).